# キングダム2 遥かなる大地へ
『キングダム2 遥かなる大地へ』（キングダムツー はるかなるだいちへ）は、2022年7月15日に公開の日本の映画。原作は原泰久の漫画『キングダム』。監督は佐藤信介、主演は山﨑賢人で、2019年に公開された同名映画『キングダム』の続編の第二作目。原作の5巻から7巻の部分を実写化したとされる。

## 概要
本作の製作発表は2020年5月29日放送の日本テレビ系列の『ZIP!』、『金曜ロードSHOW!』「キングダム」にて山﨑賢人、吉沢亮の口から発表され、原作者である原泰久の「次は戦場で会いましょう」というコメントとともに第1作に登場しなかった羌瘣が描かれたイラストが紹介された。
脚本は製作が発表された時点で完成していたが、撮影は新型コロナウイルス感染症の影響を受けて当初の制作体制から大きな変更を余儀なくされ、2020年6月から厳戒態勢の中で日本各地や中国などにて段階的に行われ、2021年10月にクランクアップを迎えた。
2022年1月1日に正式タイトルが発表された。2022年3月14日には主題歌がMr.Childrenの楽曲「生きろ」に決定し、公開日もあわせて発表された。
2022年公開の邦画作品における興行収入5位、邦画実写作品における興行収入1位を記録した。

## ストーリー
王都奪還から半年後、秦王・嬴政は刺客に襲われるが、信により刺客は撃退される。だがそこへ魏火龍七師・呉慶率いる隣国・魏の大軍が秦へと進攻、それを受け大将軍・麃公率いる秦軍が出陣する。信もそれに従軍し、羌瘣・尾平・尾到・澤圭らとともに伍を組み戦地・蛇甘平原へと進軍する。
だが丘を魏軍に占領されたことで秦軍は劣勢となる中、信達第4軍も突撃する。そして魏の装甲戦車隊の突撃を受けるも信達は孤軍奮闘するが、秦軍は甚大な被害を出す。そして夜には魏軍により残党狩りが行われ、信と羌瘣は仲間を護るべく殿となる。
翌朝、信と羌瘣は仲間と合流し、魏軍副将・宮元のいる丘へ突撃する。これを知った麃公は第4軍の元へ騎馬隊を派遣、千人将・縛虎申は信達を率いて丘へ突撃する。そして縛虎申は丘を登りきり、宮元と刺違える。そこへ突如六大将軍・王騎が現れ、信は王騎に将軍とは何かを教わる。
そんな中、呉慶本陣に向け麃公自ら突撃し、信の活躍などもあり呉慶の元へ到達する。そして麃公は呉慶との一騎打ちで勝利を収め、魏軍は撤退する。そして、羌瘣は姉同然であった羌象の仇を取るべく、信らと再び会う約束をして魏へと向かう。
戦後、嬴政に刺客を放ったのが右丞相・呂不韋だと判明する中、秦王都・咸陽へ呂不韋が参内し、嬴政との力の差を示して去る。そして信は教えを乞うべく王騎の元へ赴く。

## キャスト
- 信：山﨑賢人
- 嬴政 / 漂：吉沢亮
- 河了貂：橋本環奈
- 羌瘣：清野菜名
- 壁：満島真之介
- 尾平：岡山天音
- 尾到：三浦貴大
- 澤圭：濱津隆之
- 沛浪：真壁刀義
- 渕：田中美央
- 羌象：山本千尋
- 爽悦：青木健
- 輝蓮：栄信
- 章：久保勝史
- 丹：竜二
- 尚鹿：渡辺邦斗
- 黄離弦：田口隆祐
- 麃公：豊川悦司
- 昌文君：髙嶋政宏
- 騰：要潤
- 肆氏：加藤雅也
- 重臣：信太昌之
- 昌文君兵：大迫一平
- 王宮伝令：鈴木信二
- 麃公副官：蔵原健
- 麃公軍武将：岸祐二
- 縛虎申副官：北代高士
- 縛虎申部下：スガマサミ
- 百人将：三宅克幸
- 麃公軍伝令：柾賢志、谷口翔太、鍛治本大樹、栗原卓也
- 伍長：佐藤五郎、安部康二郎
- 朱凶：佐久間一禎、坂井良平
- 呉慶副官：石田佳央
- 宮元副官：小久保寿人
- 魏千人将：島津健太郎
- 魏将：橋本禎之
- 魏兵：神原哲、松本征樹、中川あきら、山森大輔、佐藤誠、和田亮太
- 呉慶軍伝令 / 見送り：江刺家伸雄
- 宮元軍伝令：金山大輝
- 信（幼少時代）：大西利空
- ナレーション：吉永幸一
- 宮元：高橋努
- 縛虎申：渋川清彦
- 蒙武：平山祐介
- 呉慶：小澤征悦
- 昌平君：玉木宏
- 呂不韋：佐藤浩市
- 王騎：大沢たかお

## スタッフ
- 原作：原泰久『キングダム』（集英社「週刊ヤングジャンプ」連載）
- 監督：佐藤信介
- 脚本：黒岩勉、原泰久
- 音楽：やまだ豊
- 製作：茨木政彦、沢桂一、松岡宏泰、高津英泰、田中祐介、松橋真三、弓矢政法、林誠、名倉健司、本間道幸
- エグゼクティブプロデューサー：瓶子吉久、伊藤響
- プロデューサー：松橋真三、森亮介、北島直明、高秀蘭、里吉優也
- ラインプロデューサー：毛利達也、濱崎林太郎
- 撮影：佐光朗（J.S.C.）
- 美術：小澤秀高（A.P.D.J.）
- 照明：加瀬弘行
- 録音：横野一氏工
- アクション監督：下村勇二
- Bカメラ：田中悟
- 装飾：青山宣隆、秋田谷宣博
- 編集：今井剛
- VFXスーパーバイザー：小坂一順、神谷誠
- 音楽プロデューサー：千田耕平
- サウンドデザイナー：松井謙典
- スクリプター：田口良子、吉野咲良
- 衣装・甲冑デザイン：宮本まさ江
- かつら：濱中尋吉
- ヘアメイク：本田真理子
- 特殊メイクキャラクターデザイン / 特殊造形デザイン統括：藤原カクセイ
- ホースコーディネーター：辻井啓伺、江澤大樹
- 操演：関山和昭
- キャスティング：緒方慶子
- 助監督：李相國
- 制作担当：斉藤大和、鍋島章浩、堀岡健太
- 中国史監修：鶴間和幸
- 原作協力：集英社 週刊ヤングジャンプ編集部（増澤吉和、大沢太郎）
- 音楽ディレクター：宮川阿子
- 音楽コーディネート：平川智司
- 音楽制作：CURRENT, Inc
- 宣伝プロデューサー：小山田晶
- 配給：東宝、ソニー・ピクチャーズ エンタテインメント
- 制作プロダクション：CREDEUS
- 製作幹事：集英社、日本テレビ放送網
- 製作：映画「キングダム」製作委員会（集英社、日本テレビ放送網、ソニー・ピクチャーズ エンタテインメント、東宝、読売テレビ放送、GYAO、CREDEUS、ジェイアール東日本企画、東急エージェンシー、博報堂、ぴえろ、札幌テレビ放送、宮城テレビ放送、静岡第一テレビ、中京テレビ放送、広島テレビ放送、福岡放送）

## 音楽

### 主題歌
「生きろ」（TOY'S FACTORY）
作詞・作曲 - 桜井和寿 / 歌 - Mr.Children

### サウンドトラック
2022年7月13日に「映画『キングダム2 遥かなる大地へ』オリジナル・サウンドトラック」（CD、#1～#16）、「映画『キングダム2 遥かなる大地へ』オリジナル・サウンドトラック -完全版-」（配信、#1～#26）が発売された。前作『キングダム』に続いてやまだ豊が担当している。

#### 収録曲
| 全作曲: やまだ豊。 |                         |        |            |      |
| #                  | タイトル                | 作詞   | 作曲・編曲 | 時間 |
| 1.                 | 「KINGDOM -戦-」        |        | やまだ豊   | 2:27 |
| 2.                 | 「Kyou Kai -Theme-」    |        | やまだ豊   | 7:52 |
| 3.                 | 「Squad」               |        | やまだ豊   | 2:40 |
| 4.                 | 「Five Bodies As One」  |        | やまだ豊   | 5:34 |
| 5.                 | 「KINGDOM -伍-」        |        | やまだ豊   | 2:20 |
| 6.                 | 「Kyou Kai -Alt ver.-」 |        | やまだ豊   | 9:06 |
| 7.                 | 「Lineup」              |        | やまだ豊   | 2:41 |
| 8.                 | 「Raided」              |        | やまだ豊   | 4:32 |
| 9.                 | 「Troops」              |        | やまだ豊   | 4:07 |
| 10.                | 「Recollection」        |        | やまだ豊   | 5:07 |
| 11.                | 「Her Dream」           |        | やまだ豊   | 3:53 |
| 12.                | 「Kyou Kai -MIBU-」     |        | やまだ豊   | 3:10 |
| 13.                | 「Fierce Battle」       |        | やまだ豊   | 4:21 |
| 14.                | 「Break Away」          |        | やまだ豊   | 3:09 |
| 15.                | 「The General」         |        | やまだ豊   | 9:32 |
| 16.                | 「Kyou Kai -Dream-」    |        | やまだ豊   | 4:04 |
| 17.                | 「Shadow and Dust」     |        | やまだ豊   | 5:55 |
| 18.                | 「Formation」           |        | やまだ豊   | 3:05 |
| 19.                | 「Shade」               |        | やまだ豊   | 2:10 |
| 20.                | 「Assasin RE」          |        | やまだ豊   | 4:03 |
| 21.                | 「Murk」                |        | やまだ豊   | 2:40 |
| 22.                | 「Storm」               |        | やまだ豊   | 3:08 |
| 23.                | 「Great Desire」        |        | やまだ豊   | 7:06 |
| 24.                | 「Wish」                |        | やまだ豊   | 4:28 |
| 25.                | 「Nightfall」           |        | やまだ豊   | 5:14 |
| 26.                | 「KINGDOM -2022 ver.-」 |        | やまだ豊   | 8:41 |
| 合計時間:          | 合計時間:               | 121:05 |            |      |

## プロモーション
2021年12月25日、公式サイトにてカウントダウンが開始され、カウントダウンが終了した2022年1月1日の0:00に正式タイトルと公開時期、ティザービジュアル、スーパーティザーPVが解禁された。
2022年3月14日、主題歌がMr.Childrenの楽曲「生きろ」に決定し、公開日が2022年7月15日であることが発表された。あわせて予告映像もYouTubeで公開された。
同年4月14日、ビジュアルが解禁された。
同年5月6日、公開日にIMAX、MX4D、4DX、ドルビーシネマ版が同時上映されることが決定した。また、同年7月8日にはドルビーアトモス上映を行うことが発表された。
同年6月30日、東京都内でワールドプレミアを開催。
同年7月8日、映画の撮影に密着したビジュアル・ドキュメント『映画 キングダム2 遥かなる大地へ 写真集 -THE MAKING-』が発売された。山崎賢人と清野菜名のそれぞれのソロインタビューや原泰久描き下ろしのメッセージイラストが収録されている。
2022年7月15日、主題歌「生きろ」と本編の映像を合わせたスペシャルPVがYouTubeで公開された。
公開日の同年7月15日、TOHOシネマズ六本木ヒルズで初日舞台挨拶を行い、山﨑賢人、吉沢亮、清野菜名、大沢たかお、佐藤信介が登壇。また、初日舞台挨拶の模様を全国47都道府県の劇場で生中継した。
同年7月15日 - 8月18日まで、ソニーストアにて公開記念特別展示を開催。ソニーストア銀座での限定企画として、撮影で使用された画コンテや信・羌瘣・麃公・王騎の衣装、映画撮影現場のフォトスポット、写真集から厳選した写真の展示を実施。また、札幌・名古屋・大阪・福岡天神のソニーストアでもインタビュー映像やメイキング映像の公開など展示内容を変えて展開。
映画公開を記念して、同年7月16日に『世界まる見え!テレビ特捜部 特別版 キングダムSP』、同年7月31日に『一撃解明バラエティ ひと目でわかる!! -特別版-『キングダム2』の秘密SP』、同年8月7日に『超無敵クラス 特別版 「キングダム2」潜入SP』の公開記念特番が放送。
2022年8月4日、大ヒットを記念して、同月11日から入場者全国合計100万人限定で「キングダム伍巻」の配布が決定した。『キングダム2』のオリジナルストーリー部分のネーム、前作『キングダム』の振り返り、今作の「蛇甘平原」の誕生秘話、原のロングインタビュー、伍のメンバー（山崎、清野、岡山天音、三浦貴大、濱津隆之）へのインタビュー、原と佐藤による対談企画などを掲載している。

## 興行収入
2022年7月15日、TOHOシネマズ六本木ヒルズにて開催された公開記念舞台挨拶で、公開初日の1日で前作『キングダム』対比で141%の好スタートを切ったことが発表された。
7月18日、公開初日の7月15日から4日間の累計で観客動員数93万4000人、興行収入13億7900万円を突破して前作対比168.8%となったほか、同月16日から17日の全国映画動員ランキングトップ10が興行通信社より発表され、初登場1位となった。
7月24日、公開から10日間で観客動員数155万人、興行収入22億7,700万円を突破したほか、同月23日から24日の全国映画動員ランキングトップ10が興行通信社より発表され、2週連続で1位となった。
8月23日、公開から40日間で観客動員数320万人、興行収入45.3億円を突破し、シリーズ累計興収が100億円を達成した。これを記念し、YouTubeにて本編未公開の信と王騎のシーンを、2週間限定で公開した。
9月21日、興行収入が50億円を突破したことがわかった。
12月14日、最終的な興行収入が51.6億円であることがわかった。

## 受賞
- 第35回日刊スポーツ映画大賞・石原裕次郎賞[32]
  - 石原裕次郎賞『キングダム2 遥かなる大地へ』
  - 助演女優賞「清野菜名」
- 第46回日本アカデミー賞[33]
  - 優秀助演女優賞「清野菜名」
  - 優秀撮影賞「佐光朗」
  - 優秀照明賞「加瀬弘行」
  - 優秀美術賞「小澤秀高」
  - 優秀録音賞「横野一氏工」
- 第65回 ブルーリボン賞[34]
  - 助演女優賞「清野菜名」

## 映像作品
2022年12月21日、『ブルーレイ & DVDセット プレミアム・エディション【初回生産限定】』『ブルーレイ & DVDセット（通常版）』の2形態で発売。
プレミアム・エディション（Blu-ray2枚組・DVD）には本編映像の他、特典Blu-rayと封入特典が同梱されている。また劇中シーンが描かれた特製デジトレイとアウターケースで発売される。通常版（Blu-ray・DVD）には本編映像などが収録されている。
| 発売日         | タイトル                                                           | 媒体                                 | 規格品番   | 収録内容     | 収録内容 | 時間                     |
| -------------- | ------------------------------------------------------------------ | ------------------------------------ | ---------- | ------------ | --- | ------------------------ |
| 2022年12月21日 | 『ブルーレイ & DVDセットプレミアム・エディション【初回生産限定】』 | 本編（Blu-ray・DVD） 特典（Blu-ray） | BJSL-81771 | 本編ディスク | - 「本編映像」 - 「スーパーティザーPV」 - 「オリジナル予告編（全4種）」 - 「TVスポット（全6種）」 - 「映画『キングダム2 遥かなる大地へ』を生み出したクリエイターたちの挑戦 Beyond the SCENE 2.0」 | 本編134分 映像特典約25分 |
| 2022年12月21日 | 『ブルーレイ & DVDセットプレミアム・エディション【初回生産限定】』 | 本編（Blu-ray・DVD） 特典（Blu-ray） | BJSL-81771 | 特典ディスク | - 「メイキング & インタビュー」 - 「山﨑賢人×清野菜名×松橋プロデューサーSP座談会」 - 「舞台挨拶映像」                                                                                             | 約205分                  |
| 2022年12月21日 | 『ブルーレイ & DVDセットプレミアム・エディション【初回生産限定】』 | 本編（Blu-ray・DVD） 特典（Blu-ray） | BJSL-81771 | 封入特典     | - 「特製ブックレット」 - 「キャラクターブロマイドカード（全6種）×特製カードケース」 - 「特製デジトレイ & アウターケース仕様」                                                                     | -                        |
| 2022年12月21日 | 『ブルーレイ & DVDセット（通常版）』                               | 本編（Blu-ray・DVD）                 | BJBO-81771 | 本編ディスク | - 「本編映像」 - 「スーパーティザーPV」 - 「オリジナル予告編（全4種）」 - 「TVスポット（全6種）」 - 「映画『キングダム2 遥かなる大地へ』を生み出したクリエイターたちの挑戦 Beyond the SCENE 2.0」 | 本編134分 映像特典約25分 |

## 続編
続編は2023年7月28日公開の『キングダム 運命の炎』。

## テレビ放映
| 回 | 放送日        | 放送時間      | 放送局     | 放送枠                     | 平均世帯 視聴率 | 備考                                                       | 出典   |
| -- | ------------- | ------------- | ---------- | -------------------------- | --------------- | ---------------------------------------------------------- | ------ |
| 1  | 2023年7月28日 | 19:56 - 22:54 | 日本テレビ | 金曜ロードショー （第2期） | 7.8%            | 地上波初放送 『キングダム 運命の炎』公開記念               | [ 38 ] |
| 2  | 2024年7月5日  | 21:10 - 23:19 | 日本テレビ | 金曜ロードショー （第2期） | 7.7%            | スペシャルエディション 『キングダム 大将軍の帰還』公開記念 |        |